# Pro-Link

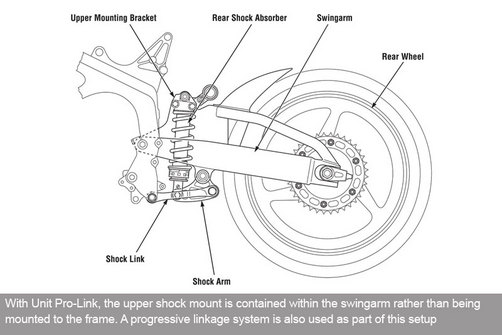
Funktionsschema des Systems Unit Pro-Link (engl.)

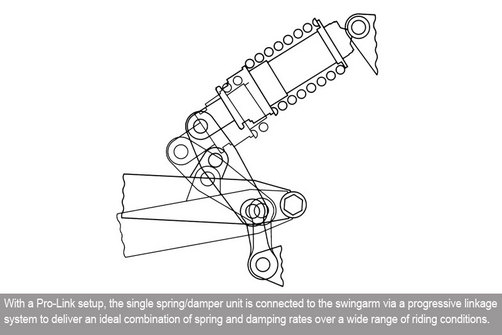
Funktionsschema des Systems Pro-Link (engl.)

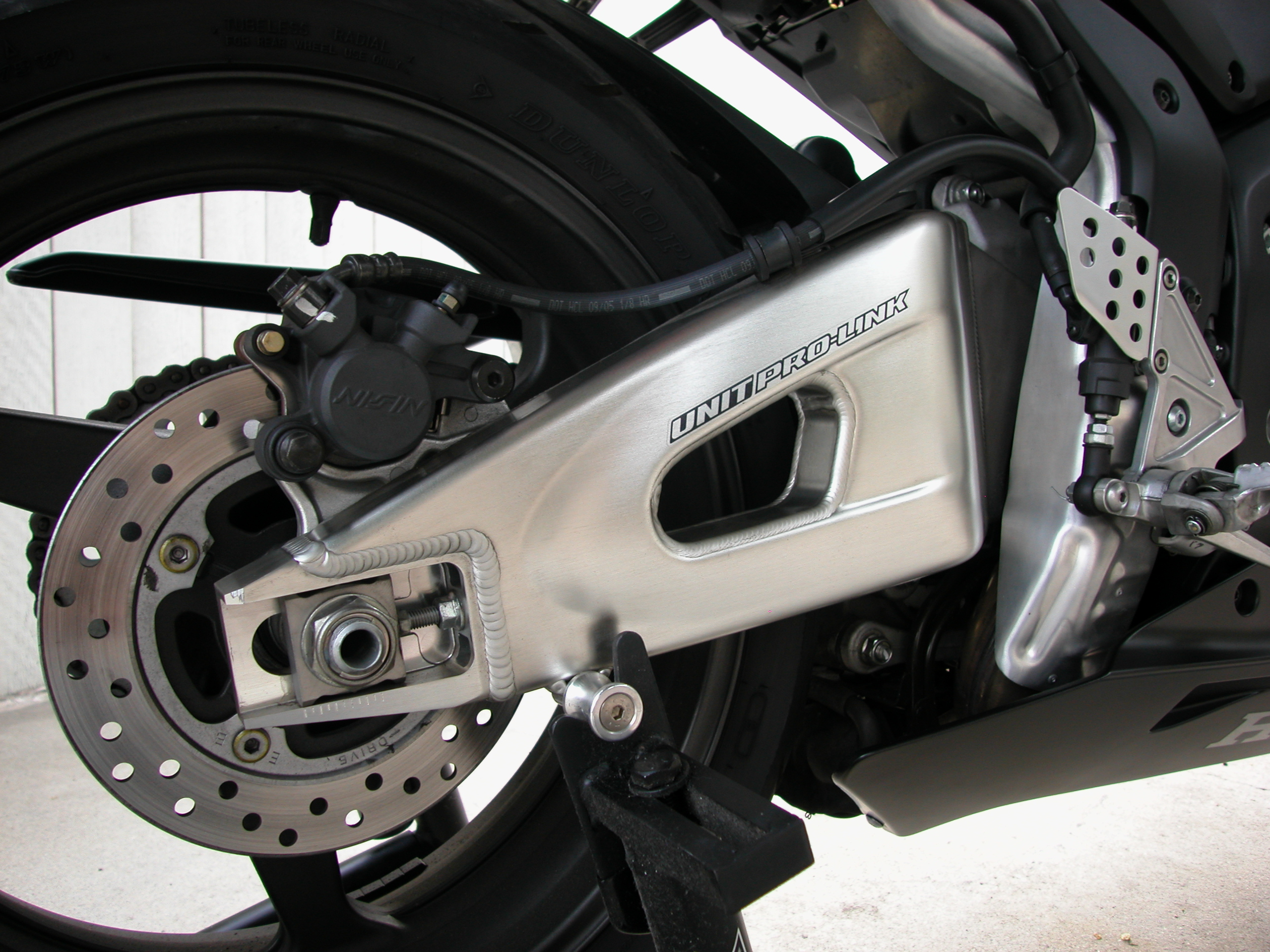
Unit Pro-Link an einer Honda CBR 600

Pro-Link bezeichnet ein Hinterrad-Federungssystem für Motorräder der japanischen Firma Honda.
Entgegen dem klassischen Prinzip der Anordnung von zwei Federbeinen an beiden Holmen der Schwinge, die sich am Heckrahmen abstützen, wird beim Pro-Link System nur ein zentrales Federbein, welches in der Fahrzeugmittelachse vor dem Hinterrad in der Nähe des Schwingendrehpunktes stehend angeordnet ist, verwendet. Das Federbein stützt sich oben an einer Quertraverse des Rahmens ab. Die Einfederungskraft wird von einem Kniehebel-Mechanismus und einem oder zwei am Rahmenunterteil gelagerten Verbindungshebel nichtlinear von der Schwinge auf das untere Auge des Federbeins übertragen. Da mit zunehmender Einfederung durch die Gestaltung der Kinematik der übertragene Weg zunimmt, wird eine progressive Feder- und Dämpferkennlinie erzeugt. 
Vorteile des Systems sind die progressive Charakteristik und eine tiefe Einbaulage des Federbeins. Der Hebelmechanismus wird von Honda als progressive linkage (= progressive Verbindung) bezeichnet, was sich in dem Akronym Pro-Link widerspiegelt. 
Die erste Verwendung fand das System ab 1979 in den Enduro-Modellen des Herstellers. Später folgten auch Straßenmotorräder wie die Honda CBX. Die Weiterentwicklung wird von Honda ab den 2000er als Unit Pro-Link bezeichnet. 

Zeichnungen aus Patent US4360214
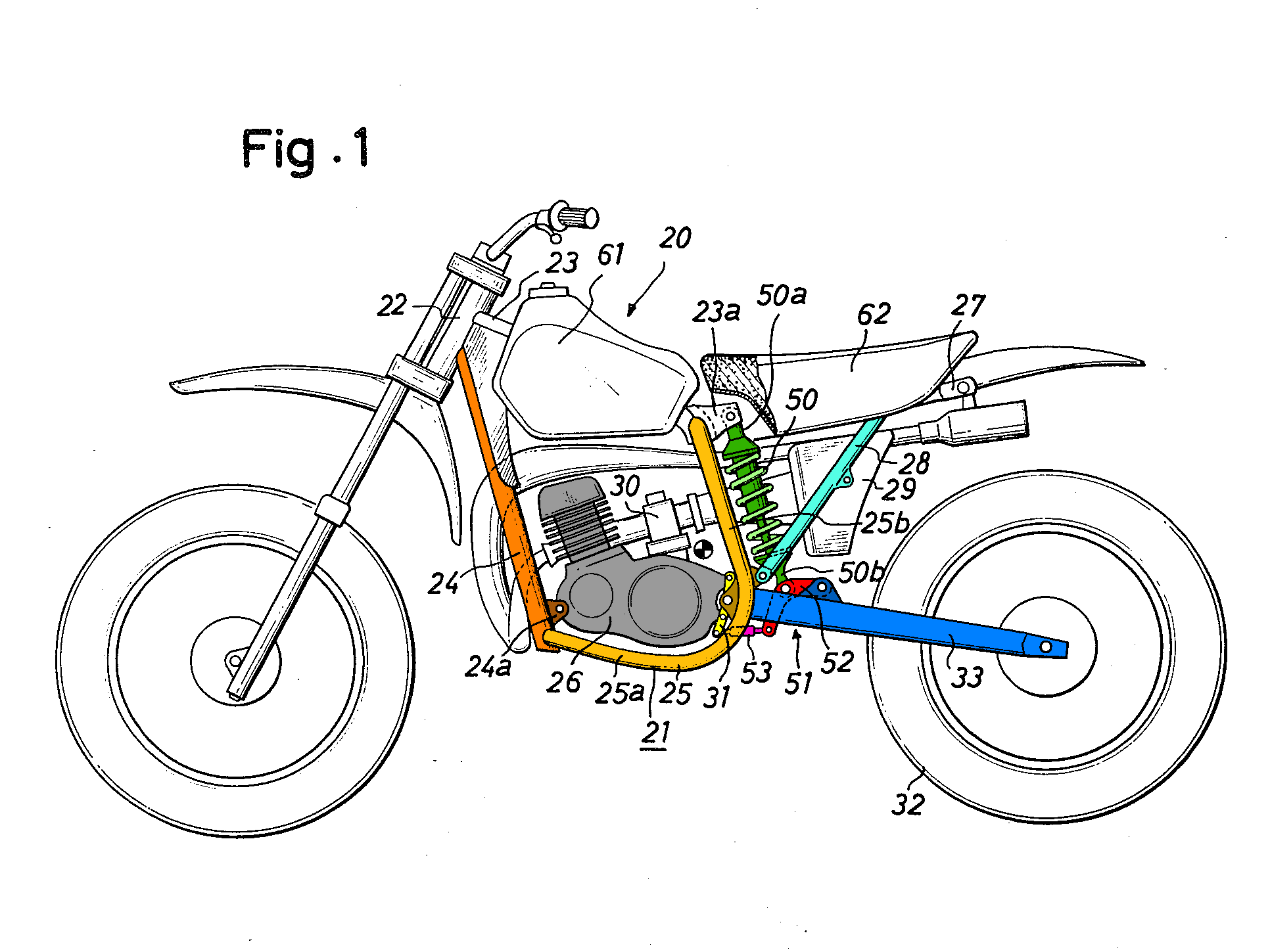
Seitenansicht
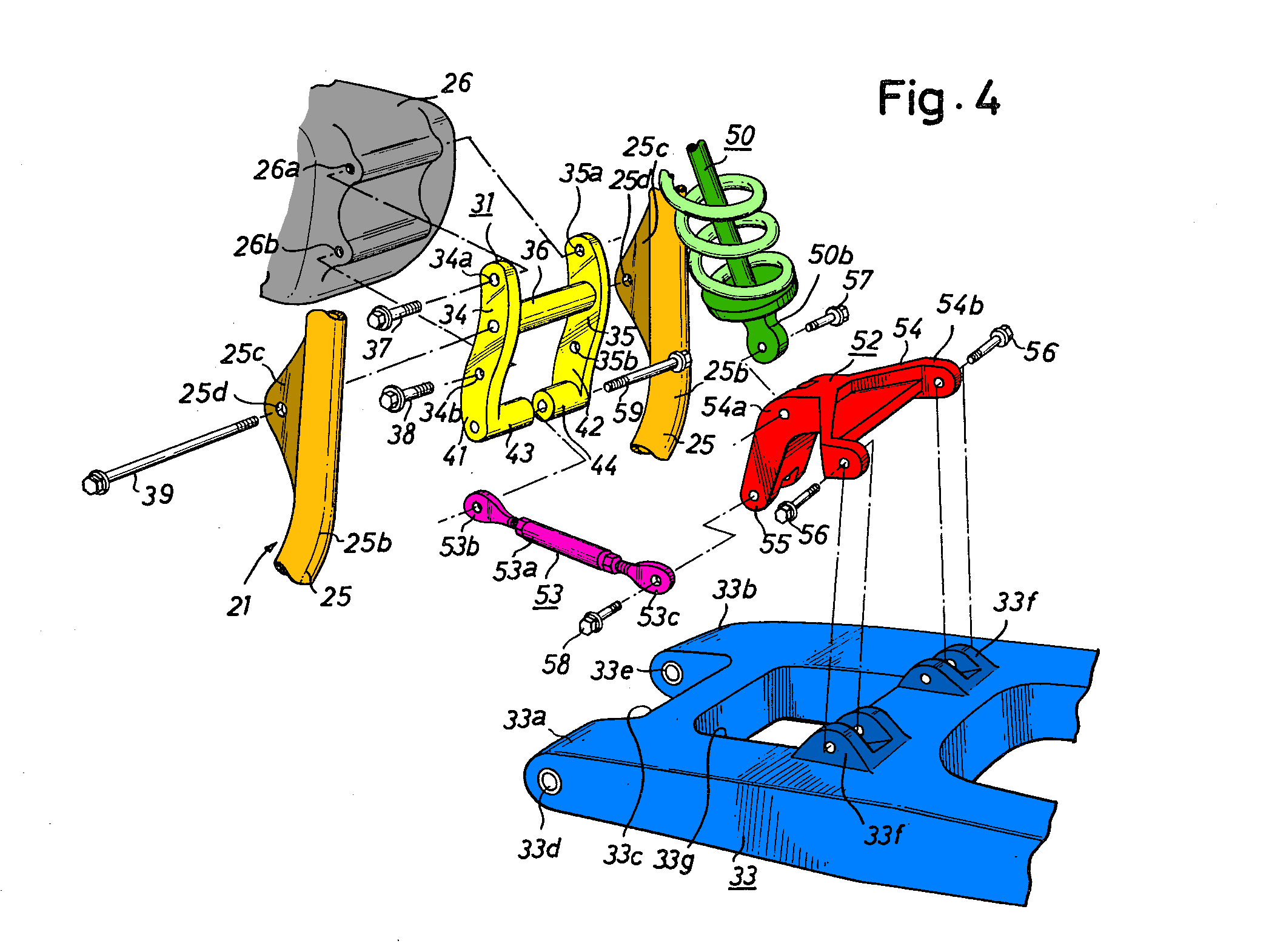
Explosionszeichnung
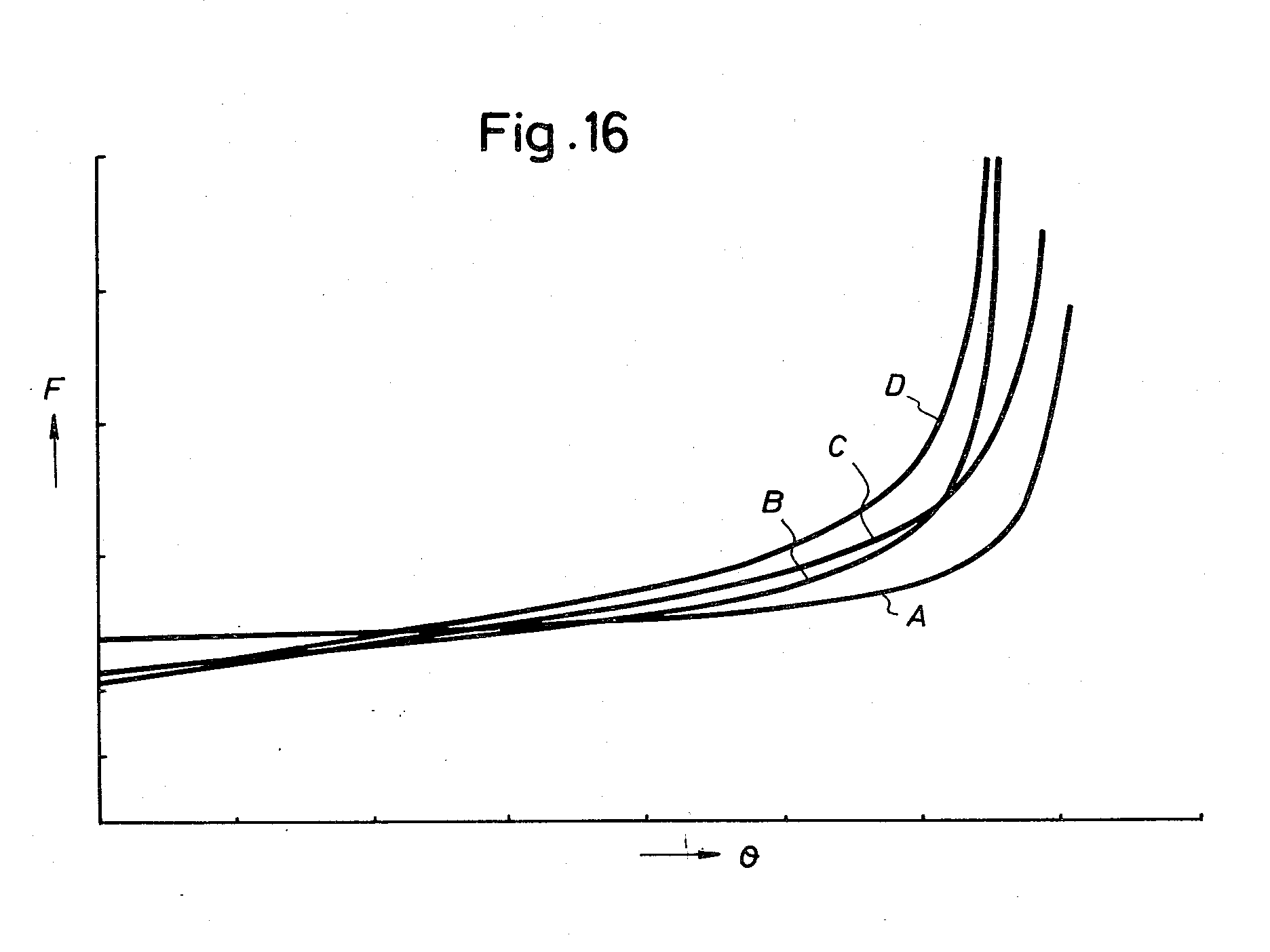
Kennlinie